# Francis Hédoire
Francis Hédoire, né le 1er décembre 1955 à Carlepont (Oise), est un footballeur français. Il occupe le poste de gardien de but dans les années 1970-1980, au RC Lens et au Paris SG notamment.

## Biographie
Gardien de but au niveau ligue à Billy-Berclau et en même temps mécanicien soudeur à l'usine, Francis Hédoire est repéré par l'USL Dunkerque en 1973, alors pensionnaire de deuxième division. Après plusieurs mois d'apprentissage, Hédoire devient titulaire sous les ordres d'Élie Fruchart.[réf. nécessaire]
En 1978, il rejoint le RC Lens, qui vient de descendre en deuxième division. Nommé n°1 au poste de gardien, Hédoire s'illustre en fin de saison 1978-1979, lors des barrages pour l'accession à la première division. Le 14 juin 1979, lors du match Lens - Paris FC, après que Lens a obtenu un bon résultat nul au Parc des Princes (0-0) lors de la manche aller, le club doit aller aux tirs au but pour valider son ticket. Ce soir là, Hédoire est en très grande forme, et arrête deux des trois tirs parisiens (l'un des tirs au but n'est pas cadré). Grâce à son gardien, le Racing accède donc à la D1, une année après l'avoir quittée. Durant quatre saisons, Hédoire maintient Lens dans l'élite, et y joue 123 matches.[réf. nécessaire]
En 1983, il décide de signer au Paris SG pour être la doublure de Dominique Baratelli. Derrière l'indéboulonnable gardien, Hédoire reste sur le banc toute la saison 1983-1984 avant de se blesser lors d'un match de gala. Pas prolongé, il ne trouve aucune porte de sortie chez les professionnels.[réf. nécessaire]
Le gardien de but décide alors de retourner dans le Pas-de-Calais, en division d'honneur avec le Racing club d'Arras (Arras Football) dont il gardera les cages pendant cinq ans (dont 4 ans de D4).[réf. nécessaire]
Par la suite, il entraîne les jeunes gardiens dans différents clubs de la région.Il est maintenant l’entraîneur des gardiens de l’US Vermelles.[réf. nécessaire]

## Référence
1. 1 2 3 4  « Que sont-ils devenus ? Francis Hédoire », La Voix des Sports, no 3312,‎ 21 mars 2011, p. 62